# NGC 297
NGC 297 é uma galáxia elíptica (E) localizada na direcção da constelação de Cetus. Possui uma declinação de -07° 21' 01" e uma ascensão recta de 0 horas, 54 minutos e 58,9 segundos.
A galáxia NGC 297 foi descoberta em 27 de Setembro de 1864 por Albert Marth.